# Christian Adolf Rümelin

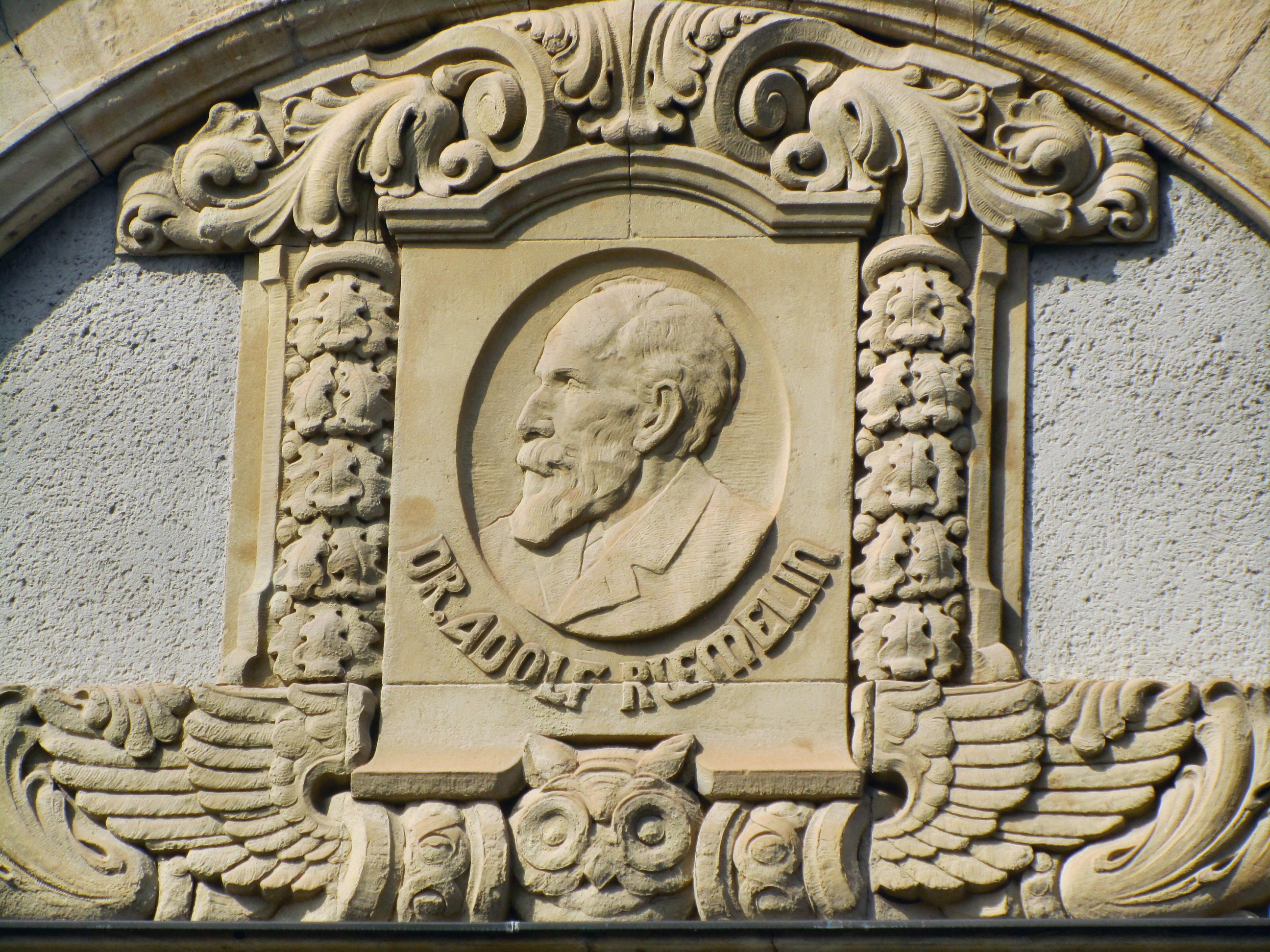
Relief am herzoglichen Ober Lyzeum, heute Seminargebäude der Hochschule Anhalt

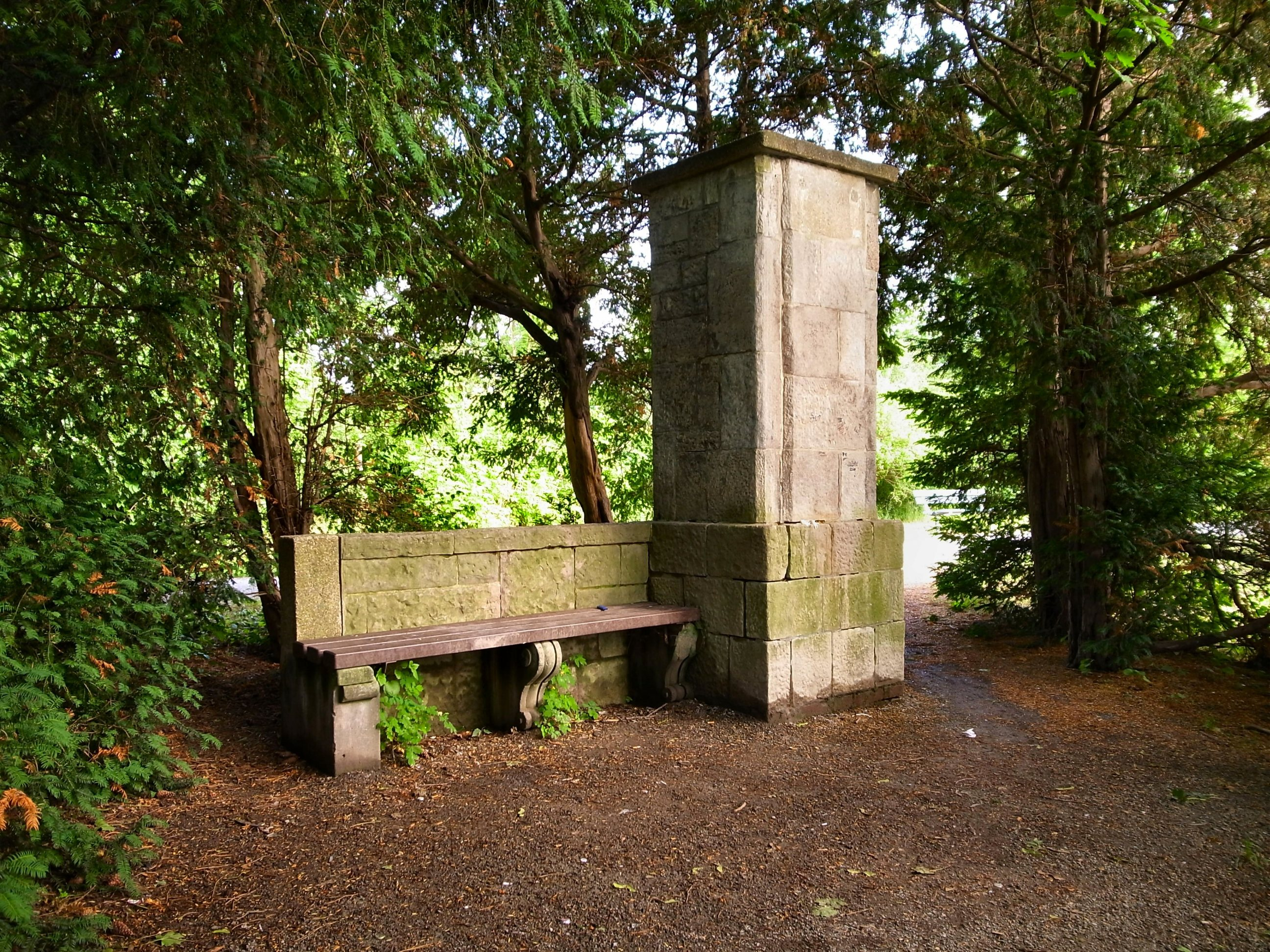
Rümelin-Gedenkstein im Schillerpark in Dessau

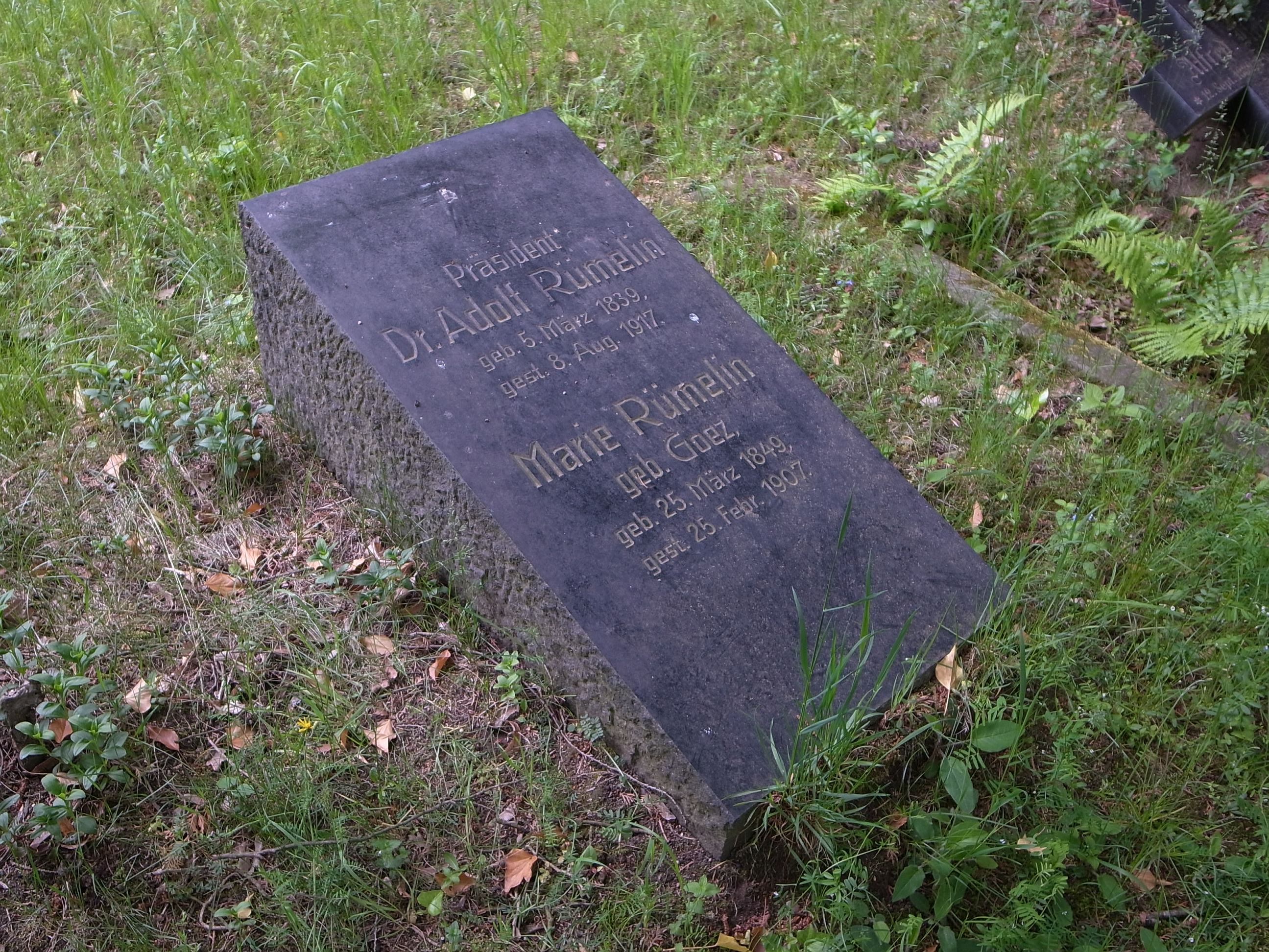
Ruhestätte (Friedhof III, Dessau)

Christian Adolf Rümelin (* 5. März 1839 in Ellwangen; † 8. August 1917 in Dessau) war ein deutscher Politiker und Schulmann.
Nach der Schule (ev.-theol. in Schönthal und Tübingen) und Studium in Tübingen war er Professor an Gymnasien in Schaffhausen und Nürtingen. Ab 1873 war er Schulrat (später Oberschulrat, ab 1897 Vorsitzender der Unterrichtsverwaltung) und Mitglied des anhaltischen Konsistoriums in Dessau, ab 1875 Mitglied der anhaltischen Regierung, ebenso Abgeordneter der Stadt Dessau.
Er war Mitglied und ab 1910 Präsident der anhaltischen Landessynode. Während seines Studiums wurde er 1858 Mitglied der burschenschaftlich geprägten Tübinger Königsgesellschaft Roigel.
1909 erhielt er von der Universität Tübingen den Titel Dr. phil. h. c.